# 秦皇台
秦皇台，山东省滨州市的一个景区

## 历史
秦皇台，古时也成蒲台、秦台，相传为秦始皇所筑，与卧佛台、茅焦台并称“滨州三台”，其中秦皇台又被称为“滨州三台之首”。明清时期，各地盛行从本地名胜中选出八个列为八景，“秦台晓雾”便属“滨州八景”。
晋代《三齐记》中记载“厌次东南有蒲台，秦始皇东游海上，于台下萦蒲系马。至明岁蒲萦萎，若有系状，似水杨，可为箭。”晋朝伏琛《三齐略记》则记载“鬲城东南有蒲台，台高八丈，秦始皇所顿处，在台下萦马。至今蒲生犹萦，似水杨而堪为箭。”是最早提到秦始皇曾到过蒲台的记载，原书早已散佚，但在北魏郦道元《水经注·河水五·商河》条目下曾引用：“商河又分为二水，南水谓之长丛沟。东流倾注为海，沟南海侧有蒲台，台高八丈，方二百步。《三齐略记》曰……”。南朝梁殷芸《殷芸小说·秦汉魏晋宋诸帝》中也有“齐鬲城东有蒲台，秦始皇所顿处。时始皇在台下萦蒲系马，至今蒲生犹萦，俗谓始皇蒲”的记载。
宋代乐史著《太平寰宇记》卷六十四“蒲台县”条下有“古蒲台在县北四十四里，秦始皇筑之，以望海祀蓬莱宫，乃于台下萦蒲系马，蒲生盘如系马之状。……县因此台以为名。”指出蒲台县的县名源自于秦皇台的旧称“蒲台”。元代于钦撰《齐乘》卷三“蒲台县”条记载“《三齐记》曰：秦始皇东游于台下，萦蒲系马。今蒲生犹有萦者。台在滨州东，去此四十里，名曰秦台。”同书卷五“秦台”条则记载：“滨州东十三里高八丈，周二百步，相传秦始皇东游萦蒲系马之处，亦名蒲台。般阳之蒲台县以此氏焉。”
明代李贤、彭时等撰修《大明一统志》记载“秦台，在滨州东北，台高八丈，周回二百步。秦始皇东游，筑以望海。”清咸丰《滨州志·古迹》载：“秦始皇台：在州治东北十里外。按《秦本纪》：始皇遣徐市之蓬莱、方丈、瀛洲求神仙不死药，久而未还，谓筑台望之。《三齐记》云“厌次东南有蒲台”即此也。盖始皇尝顿台下萦蒲系马，以地多蒲故名。蒲似水杨而劲，堪为箭，即今蒲柳，可为斗箕者。后世沿传其事，袭称秦台焉。台高八十尺，周围二百步。渤海勋绩万氏建玉皇殿于其上，元至治间重葺，知州张道记。明弘治间义官王玘复修之，嗣后历修未详。骚人墨士登眺每留题咏。”

## 传说
秦台一带的传说包括秦始皇修筑秦台和八角井传奇两部分。
有关秦始皇的传说，有被称为“秦始皇跐着秦台望高丽”。与徐福率三千童男女东渡日本的传统说法不同，传说徐福带着一百名童男女东渡高丽，并在高丽定居不再回国。秦始皇命士兵在海边筑高台，以方便他登高察看海上是否有徐福船队的信息。

## 保护与发掘
2009年4月2日，秦皇台遗址被滨城区人民政府公布为县级文物保护单位。2015年6月23日，秦皇台遗址被山东省人民政府公布为山东省第五批省级文物保护单位。

## 备注
1. ↑  古有鬲氏国故城，在今德州市陵城区境内
2. ↑  指西汉司马迁所著的《史记·秦本纪》
3. ↑  当为簸箕柳